# Dilomilis bissei
Dilomilis bissei là một loài thực vật có hoa trong họ Lan. Loài này được H.Dietr. mô tả khoa học đầu tiên năm 1984.